# Балтазар Жерар
Балтазар Жерар (на френски: Balthasar Gérard) е французин, убил нидерландския държавник Вилхелм Орански.
Фанатичен католик и почитател на испанския крал Филип II, след продължително планиране убива протестантския водач в град Делфт през 1584 г. След залавянето му е измъчван и осъден на смърт.